# Labagathis rufoatra
Labagathis rufoatra är en stekelart som beskrevs av Günther Enderlein 1920. Labagathis rufoatra ingår i släktet Labagathis och familjen bracksteklar. Inga underarter finns listade i Catalogue of Life.